# Rhonda Fleming
Rhonda Fleming (tên khai sinh là Marilyn Louis; 10 tháng 8 năm 1923 - 14 tháng 10 năm 2020) là một nữ diễn viên điện ảnh và truyền hình kiêm ca sĩ người Mỹ. Bà đã tham gia hơn 40 bộ phim, chủ yếu là trong những năm 1940 và 1950, và trở thành một trong những nữ diễn viên quyến rũ nhất trong thời đại của mình, được đặt biệt danh là "Nữ hoàng phim màu" vì bà quá ăn ảnh bằng phương tiện này.

## Sự nghiệp

### Trước khi vào nghề
Fleming khai sinh là Marilyn Louis ở Hollywood, California. Cha là Harold Cheverton Louis, một nhân viên bán bảo hiểm, và mẹ là Effie Graham, một nữ diễn viên sân khấu đã xuất hiện cùng Al Jolson trong vở nhạc kịch Dancing Around tại Nhà hát Winter Garden ở New York từ năm 1914 đến năm 1915. Ông ngoại của Fleming là John C. Graham, một diễn viên, chủ rạp hát và biên tập viên báo chí ở Utah.
Bà bắt đầu làm diễn viên điện ảnh khi theo học tại trường trung học Beverly Hills. Từ lúc tốt nghiệp năm 1941, bà được đặc vụ Hollywood nổi tiếng Henry Willson phát hiện, người đã đặt nghệ danh bà là "Rhonda Fleming".
"Thật kỳ lạ", Fleming kể lại về sau. "Anh ta chặn tôi băng qua đường. Điều đó khiến tôi hơi sợ - tôi mới 16, 17 tuổi. Anh ấy đã ký hợp đồng với tôi bảy năm mà không cần thử chiếu. Đó như một câu chuyện Lọ Lem, nhưng những nó có thể xảy ra trong những ngày đó." 

### David O. Selznick
Đại diện của Fleming là Willson đã làm việc cho David O. Selznick, người đã đưa bà ký hợp đồng. Bà đã tham gia một số vai trong In Old Oklahoma (1943), Since You Went Away (1944) cho Selznick, và When Strangers Marry (1944).
Bà nhận được vai diễn quan trọng đầu tiên trong bộ phim kinh dị, Spellbound (1945), do Selznick sản xuất và Alfred Hitchcock đạo diễn. "Hitch nói với tôi rằng tôi sẽ đóng vai một người đàn bà cuồng dâm", Fleming nói sau đó. "Tôi nhớ mình đã vội vã về nhà để tra từ điển và khá sốc."  Bộ phim thành công và Selznick đã giao cho bà một vai diễn hay nữa trong bộ phim kinh dị The Spiral Staircase (1946) của đạo diễn Robert Siodmak.
Selznick đã giúp bà đóng vai phụ trong phim miền tây Randolph Scott Abilene Town (1946) tại United Artists và bộ phim noir kinh điển Out of the Past (1947) với Robert Mitchum, tại RKO.
Vai chính đầu tiên của Fleming là trong Adventure Island (1947), một bộ phim hành động kinh phí thấp được thực hiện cho Pine-Thomas Productions tại Paramount Pictures trong quá trình chuyển màu phim hai màu và đóng chung với đồng nghiệp Selznick, Rory Calhoun.
Fleming sau đó đã thử vai nữ chính trong một bộ phim của Bing Crosby, một đoạn Deanna Durbin từ chối Paramount trong A Connecticut Yankee in King Arthur's Court (1949), một vở nhạc kịch dựa trên câu chuyện của Mark Twain. Fleming thể hiện khả năng ca hát của mình, nhờ vào Crosby trong "Once and For Always" và solo với "When Is Sometime". Họ thu âm các bài hát cho một album Decca ba đĩa, tốc độ 78 vòng / phút, do Victor Young, người đã viết nhạc cho dàn nhạc của bộ phim thực hiện. Bộ phim là bộ phim kỹ thuật màu đầu tiên của Fleming. Nước da trắng ngần và mái tóc đỏ rực của bà đặc biệt ăn ảnh  và bà được đặt biệt danh là "Nữ hoàng phim màu", một biệt danh không đáng với bà vì bà muốn được biết đến với diễn xuất của mình hơn. Nữ diễn viên Maureen O'Hara  cũng bày tỏ cảm xúc tương tự khi biệt danh tương đồng được đặt cho bà vào khoảng thời gian này.
Sau đó, bà đóng một vai chính khác đối diện với một diễn viên hài, Bob Hope, trong The Great Lover  (1949). Đó là một hit lớn và Fleming đã nổi lên. "Sau đó, tôi không đủ may mắn để có được những đạo diễn giỏi", Fleming nói. "Tôi đã sai lầm khi làm phim ít hơn để kiếm tiền. Tôi rất nóng tính - tất cả đều muốn tôi - nhưng tôi không có sự hướng dẫn hay kiến thức nền tảng để tự đánh giá. " 
Vào tháng 2 năm 1949, Selznick nhượng diễn viên hợp đồng của mình cho Warner Bros, nhưng ông vẫn giữ Fleming.
Năm 1950, bà miêu tả mối quan tâm tình yêu của John Payne trong The Eagle and the Hawk, một phim miền tây.
Fleming đã được RKO cho mượn để đóng vai một nữ chính đóng cặp với Dick Powell trong Cry Danger (1951), một bộ phim noir. Trở lại Paramount, bà đóng vai chính trong phim miền tây với Glenn Ford, The Redhead and the Cowboy (1951).
Năm 1950, bà kết thúc mối quan hệ với Selznick sau 8 năm, mặc dù hợp đồng của bà với ông ta còn 5 năm nữa.